# Niclas Alexandersson
Jens Niclas Alexandersson (født 29. december 1971 i Halmstad) er en pensioneret svensk fodboldspiller, der spillede højre midtbane. Han afsluttede karrieren i IFK Göteborg efter sæsonen 2008, men gjorde combeack for samme klub i oktober 2009. Samtidig gjorde han comeback på landsholdet.
Alexandersson regnes for at have været en af Sveriges bedste midtbanespillre i 1990'erne. Han fik sit gennembrud i Halmstads BK før han skiftede til IFK Göteborg, hvor successen fortsatte med guld i Sverigesmesterskabet og spil i Mesterligaen. Alexandersson skiftede derefter til Sheffield Wednesday. 
I EM-kvalifikationen i 1999 spillede han en central rolle, da han scorede de afgørende sejersmål mod Bulgarien. Han deltog desuden i EM-slutspillet i 2000 og i VM-slutspillet i 2002.
Niclas Alexandersson sluttede sin karriere i IFK Göteborg.
Han er bror til Daniel Alexandersson, der også er fodboldspiller. 